# NGC 5695
NGC 5695 (również PGC 52261 lub UGC 9421) – galaktyka spiralna z poprzeczką (SBa), znajdująca się w gwiazdozbiorze Wolarza. Odkrył ją William Herschel 1 maja 1785 roku. Należy do galaktyk Seyferta typu 2.